# Jan Kamiński (1912–1944)
Jan Kamiński ps. „Franek”, „Rokita”, „Czarny”, „Czarnecki”, „Leon Nowak”, „Jan Wawrzyniak” (ur. 27 sierpnia 1912 w Ostrowie Wielkopolskim, rozstrzelany 7 czerwca 1944 w obozie karno-śledczym w Żabikowie) – major piechoty Wojska Polskiego.

## Rodzina i edukacja
Był synem Walentego (ślusarz–rusznikarz) i Agnieszki z Klatkiewiczów, absolwentem Gimnazjum Męskiego w Ostrowie Wielkopolskim. W 1928 wstąpił do Korpusu Kadetów Nr 3 w Rawiczu, a w 1933 roku jako wzorowy elew skierowany do Szkoły Podchorążych Piechoty w Ostrowi Mazowieckiej-Komorowie. Jego braćmi byli między innymi Tadeusz Kamiński (uczestnik powstania warszawskiego) i Władysław Kamiński (pilot poznańskiego dywizjonu 302).

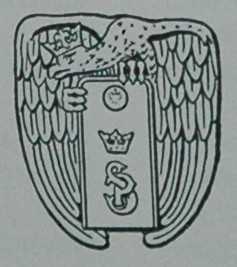
Odznaka Szkoły Podchorążych w Komorowie

## Służba wojskowa i działalność konspiracyjna
Zawodową służbę wojskową rozpoczął w 1935 w stopniu podporucznika w 81 pułku Strzelców Grodzieńskich im.Stefana Batorego w Grodnie. W latach 1936–1939 dowodził w pułku 7 kompanią szkolną.
Uczestnik wojny obronnej 1939. Walczył w składzie 29 Dywizji Piechoty, która 8 września została rozbita przez Niemców. Jan Kamiński uniknął niewoli i przedostał się w rejon Kampinosu. Na początku listopada 1939 roku nielegalnie przedostał się do Ostrowa Wlkp. i będąc zakonspirowany przez podziemie prowadził tajną działalność wojskową. Od kwietnia 1940 wchodził w skład sztabu inspektoratu rejonowego ZWZ w Ostrowie Wielkopolskim. Utworzył w latach 1940–1941 szereg terenowych placówek ZWZ. Nawiązał w Kępnie, Jarocinie i Krotoszynie współpracę z komendami obwodowymi oraz zorganizował grupę kurierów do utrzymania łączności z komendą Poznańskiego Okręgu ZWZ. Jesienią 1941 po rozbiciu struktur poznańskich Związku przez gestapo zajmował się ponowną organizacją Okręgu w Poznaniu. Koordynował łączność ZWZ Wielkopolski z Komendą Główną Związku. Jako mandatariusz Komendy Głównej odbudowywał w latach 1941–1942 sieć organizacyjną Poznańskiego Okręgu, a inspekcji okręgu dokonywał przebrany w mundur niemieckiego kolejarza. W sierpniu 1942 w sztabie okręgu pełnił kolejno funkcje: szefa wydziału organizacyjnego, łączności, Biura Informacji i Propagandy, a awansując do stopnia kapitana szefa sztabu AK na Poznańskie. Realizował od wiosny 1943 proces scalania wojskowych organizacji podziemnych Wielkopolski z AK. 3 lutego 1943 za ofiarność i odwagę został przez komendanta głównego AK odznaczony Krzyżem Walecznych, a w połowie tegoż roku otrzymał stopień majora służby stałej.
15 października 1943 roku, po wskazaniu przez konfidenta został aresztowany i osadzony w Poznaniu (Dom Żołnierza, Fort VII). Informował sztab okręgu w przemycanych z więzienia grypsach o rozmiarach dekonspiracji i ostrzegał zagrożonych. Po śledztwie 7 czerwca 1944 został rozstrzelany w obozie żabikowskim. Miejsce jego pochówku nigdy nie zostało odkryte.

## Awanse
- podporucznik – 1935
- kapitan – 1942
- major – 1943
- podpułkownik – 1998 pośmiertnie

## Ordery i odznaczenia
- Krzyż Virtuti Militari V Klasy – pośmiertnie w 1948 roku (legitymacja nr 12799);
- Krzyż Walecznych – w 1943 roku (legitymacja nr 36536);
- Medal Wojska – pośmiertnie w 1948 roku (legitymacja nr 40523);
- Krzyż Armii Krajowej – pośmiertnie w 1987 roku (legitymacja nr 37868);